# Claude Dennis
Claude Eugene Dennis (* 21. September 1942; † 26. Mai 1978 in Caddo, Bryan County, Oklahoma) war ein US-amerikanischer Gewaltverbrecher, der 1975 drei Menschen getötet hatte und zu lebenslanger Haft verurteilt worden war. 1978 entkam er mit einem weiteren Häftling aus dem Staatsgefängnis von Oklahoma und verübte weitere Gewalttaten, darunter den Mord an mindestens fünf Menschen in den Bundesstaaten Oklahoma, Texas und Alabama. Nach mehr als einmonatiger Flucht wurden die beiden Kriminellen bei einem Feuergefecht von Polizeibeamten der Oklahoma Highway Patrol getötet, drei der Polizisten kamen ebenfalls ums Leben.

## Erste Tötungsdelikte
Am 31. Januar 1975 wurden die Leichen des Paares John Witt und Mary Littrell in einem Farmhaus in der Nähe des kleinen Dorfes Doyle (Stephens County, Oklahoma) entdeckt, ihr Fahrzeug, ein Ford Mustang, fehlte. Beide waren durch jeweils drei Schüsse aus zwei Langwaffen getötet worden. 
Am 7. Februar 1975 wurde Claude Dennis im Haus seines Schwagers in Silo (Bryan County) festgenommen. Die Ermittlungen hatten ergeben, dass Dennis der Vorbesitzer des Farmhauses gewesen war und dieses im Dezember 1974 habe verlassen müssen, da er vertragliche Bedingungen nicht mehr habe erfüllen können. Seine Frau hatte angegeben, dass er am 24. Januar mit einem Gewehr bewaffnet das gemeinsame Haus verlassen habe und tagelang nicht zurückgekehrt sei. Das gestohlene Fahrzeug wurde rund eine Meile vom Haus seines Schwagers entfernt aufgefunden. Dennis gab schließlich zu, das Farmhaus betreten zu haben. Er sei dann von Witt und Littrell mit Schusswaffen bedroht worden, weshalb er beide in Notwehr erschossen habe. Er verwendete dabei sein Gewehr und eine im Farmhaus vorgefundene Shotgun.
Dennis wurde daraufhin auch mit dem Tod des Arbeiters Arthur Lake in Verbindung gebracht, welcher am 24. Januar nördlich von Mead (Bryan County) durch einen Gewehrschuss getötet worden war. Dennis bestätigte seine Anwesenheit am Tatort und gab auch zu, einen Schuss aus seinem Gewehr abgefeuert zu haben. Er rechtfertigte sich damit, nur auf ein Wildtier gezielt zu haben. Sein Gewehr konnte durch einen Ballistikexperten als Tatwaffe identifiziert werden.
1975 wurde Dennis vom Bezirksgericht Stephens County wegen Totschlags ersten Grades an John Witt und Mary Littrell zu einer Freiheitsstrafe von 50 Jahren sowie 1976 vom Bezirksgericht Bryan County wegen Mordes zweiten Grades an Arthur Lake zu einer Freiheitsstrafe von 10 Jahren bis lebenslänglich verurteilt. Die Urteile und Strafen wurden 1977 vom Berufungsgericht des Staates Oklahoma bestätigt. 1976 war ihm die Flucht aus dem Gefängnis von Stephens County in Toccoa gelungen, er wurde jedoch wieder gefasst.

## Flucht und Mordserie
Am 23. April 1978 entkam Dennis zusammen mit dem wegen zweifachen bewaffneten Raubes zu 25 Jahren Gefängnis verurteilten Michael Charles Lancaster (* 4. November 1952; † 26. Mai 1978) durch einen Versorgungstunnel aus dem Staatsgefängnis von Oklahoma in McAlester. Lancaster war bereits 1970 der Ausbruch aus der Besserungsanstalt des Staates Oklahoma in Granite gelungen. Die beiden Ausbrecher drangen in ein nahegelegenes Haus eines Justizvollzugsbeamten ein, bedrohten dessen Frau und erbeuteten Schusswaffen samt Munition. 
Die Fahndung nach den beiden blieb 33 Tage erfolglos. In dieser Zeit sollen sie sich durch mehrere Bundesstaaten bewegt und dabei rund 1000 Meilen zurückgelegt haben. An der Fahndung beteiligten sich hunderte Sicherheitskräfte, darunter State Trooper und Deputys verschiedenster Dienststellen sowie FBI-Agenten, Soldaten der Nationalgarde, Texas Rangers und Hundestaffeln, zudem wurden Hubschrauber und Flugzeuge eingesetzt. Allein in Bryan County standen zeitweise 125 Polizisten im Einsatz.
Die beiden Flüchtigen stehen unter Verdacht, am 24. April Kenneth Sumner bei Gerty (Oklahoma) getötet zu haben, um an dessen Fahrzeug zu gelangen. Ein von den beiden zuvor genutzter Fluchtwagen wurde in der Nähe des Anwesens von Sumner aufgefunden. Sumner gilt bis heute als vermisst.
Um an weitere Fluchtfahrzeuge zu gelangen, ermordeten sie am 29. April bei Farmersville (Texas) den 26-jährigen David Bobo, am 5. Mai bei Hemphill (Texas) den 57-jährigen James Dowdy und am 23. Mai bei Cuba (Alabama) die 68-jährige Stacy Virginia Beavers. Zudem töteten sie am 2. Mai bei einem Überfall auf eine Tankstelle am Oklahoma State Highway 78 den 31-jährigen Nathal Thannikal Mathew und bei einem Überfall am 10. Mai auf ein Sportgeschäft in Denison (Texas) den 29-jährigen Bobby Lee Spencer. Dessen Ehefrau wurde entführt und vergewaltigt, konnte jedoch später entkommen.
Bei versuchten Anhaltungen durch die Polizei hatten die Flüchtigen am 16. Mai Police Officer Dean Roberts vom Alabama Police Department durch den Schuss aus einer Shotgun schwer verletzt, tags darauf schossen sie in Sumter County (Alabama) auf den State Trooper John Christenberry, welcher jedoch unverletzt blieb.

## Schusswechsel und Tod
Am 26. Mai konzentrierte sich die Suche auf den Bereich um den Lake Texoma, einem großen Wasserreservoir im Grenzgebiet zwischen Oklahoma und Texas. Dort konnten die Geflohenen in einem gestohlenen Fahrzeug auf dem Oklahoma State Highway 48, wenige Kilometer nördlich von Durant (Oklahoma), gesichtet werden. Der Besitzer des Fahrzeuges, ein ehemaliger Bekannter von Dennis, war in seinem Haus nur gefesselt worden, konnte sich befreien und die Polizei informieren.
Etwa eine Meile südlich von Kenefic (Bryan County) trafen die Flüchtigen auf eine Streife der Highway Patrol und erschossen dabei in einem Feuergefecht Trooper Houston Frank Summers (62) und Trooper Billy Gene Young (50).
Die Täter wurden kurz darauf von der Besatzung eines Polizeiflugzeuges lokalisiert und in der Ortschaft Caddo von weiteren Kräften der Highway Patrol gestellt, wobei es zu einem erneuten Feuergefecht kam. Dabei wurde Lieutenant James Pat Grimes (36) getötet und Lieutenant Hoyt Hughes schwer verletzt. Dennis und Lancaster starben ebenfalls nach mehreren Treffern aus Shotguns und M16-Sturmgewehren.
Claude Eugene Dennis wurde am städtischen Friedhof von Bristow (Creek County, Oklahoma) beigesetzt.

## Auswirkungen auf die Highway Patrol
Mit drei getöteten Bediensteten handelte es sich um den opferreichsten Tag in der Geschichte der Oklahoma Highway Patrol. Noch in den 1980er Jahren wurde eine Gedenkstätte in Caddo errichtet, welche 2018 erneuert wurde.
Aus Originalaufnahmen, nachgestellten Szenen und Interviews mit Beteiligten wurde ein rund 30-minütiger Trainingsfilm erstellt.
1995 wurde eine Brücke über den North Canadian River, fünf Meilen östlich von Woodward, in Trooper Billy G. Young Memorial Bridge benannt. 2018 wurde eine weitere Brücke im Garfield County in Trooper Houston F. "Pappy" Summers Memorial Bridge benannt.